# 8 Pułk Ułanów Księcia Józefa Poniatowskiego

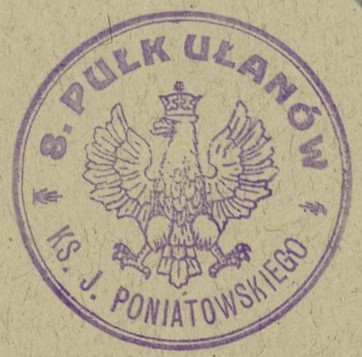
Odcisk pieczęci urzędowej, okrągłej z 1921

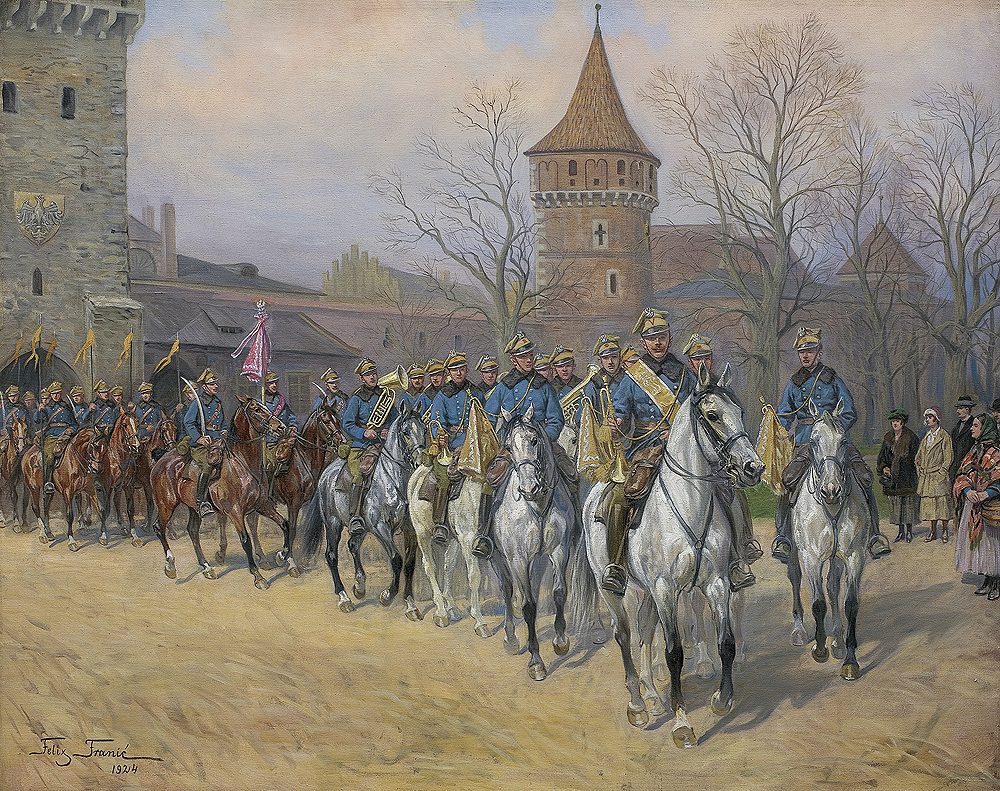
Defilada 8 Pułku Ułanów – obraz Feliksa Franicia z 1933

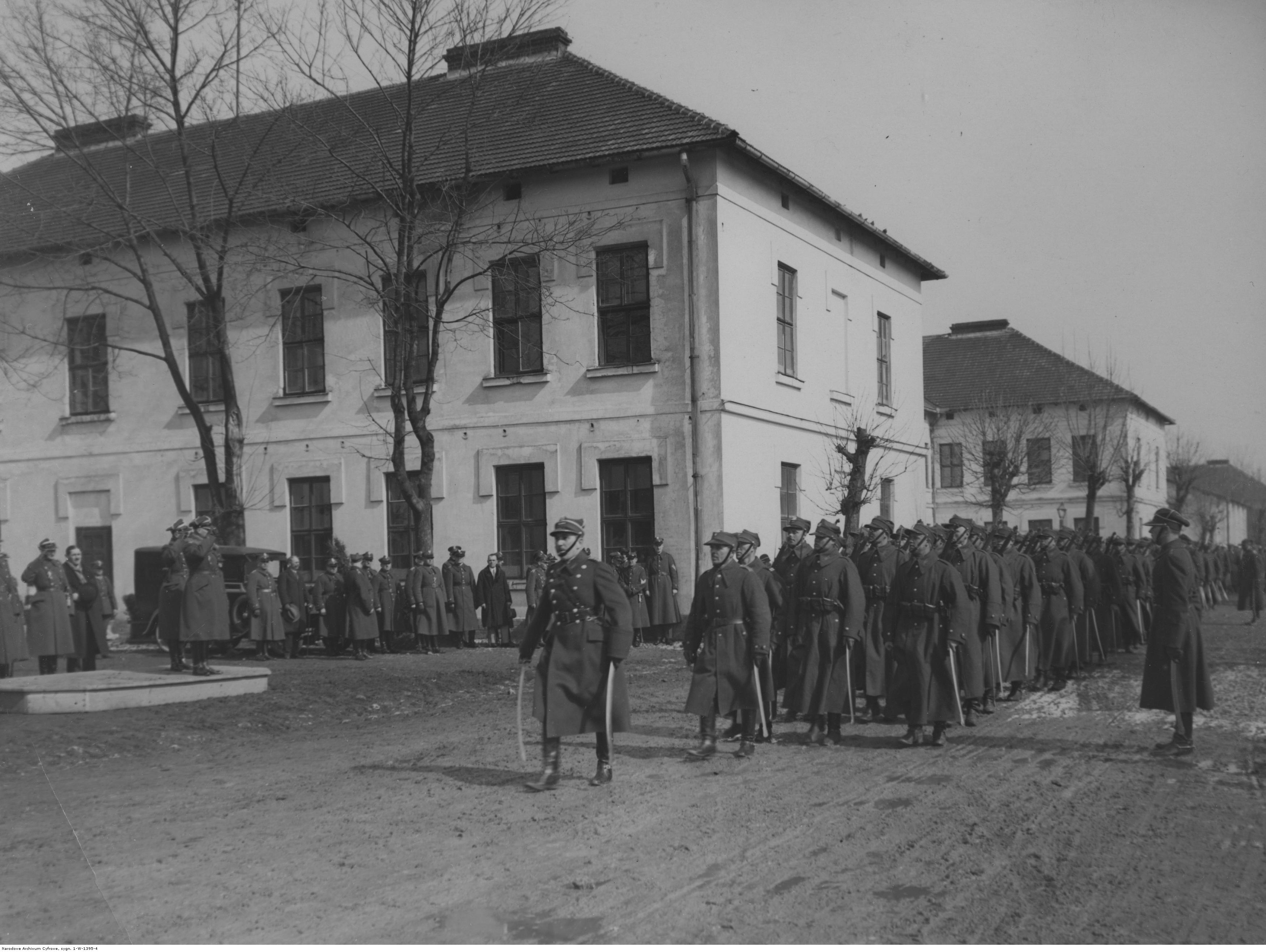
Święto 8 puł. Krakowie - defilada na terenie koszar; 19 marca 1932

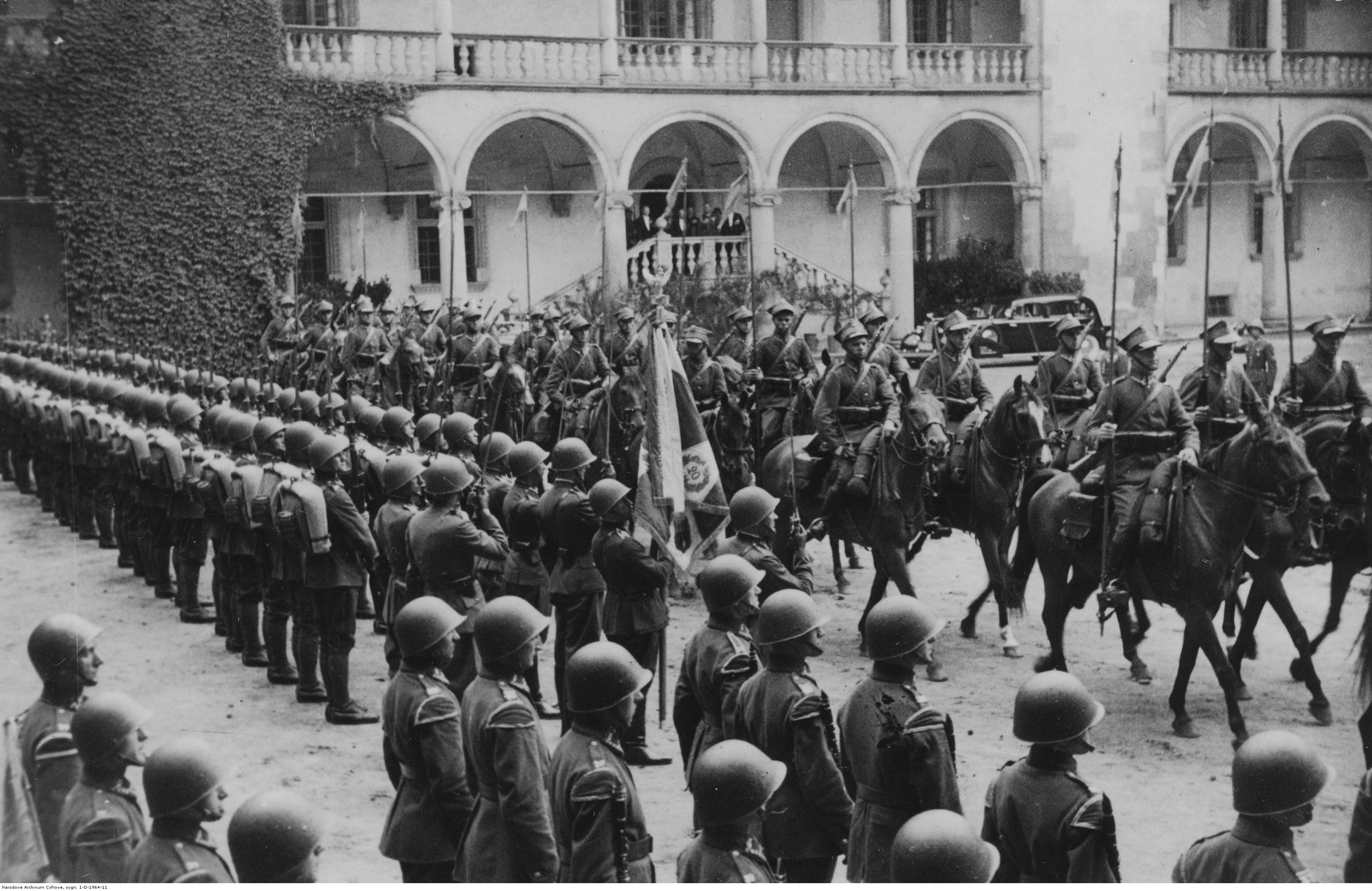
Szwadron honorowy 8 puł eskortujący ambasadora Włoch i kompania honorowa 20 pp na dziedzińcu Wawelu; 20 lipca 1936

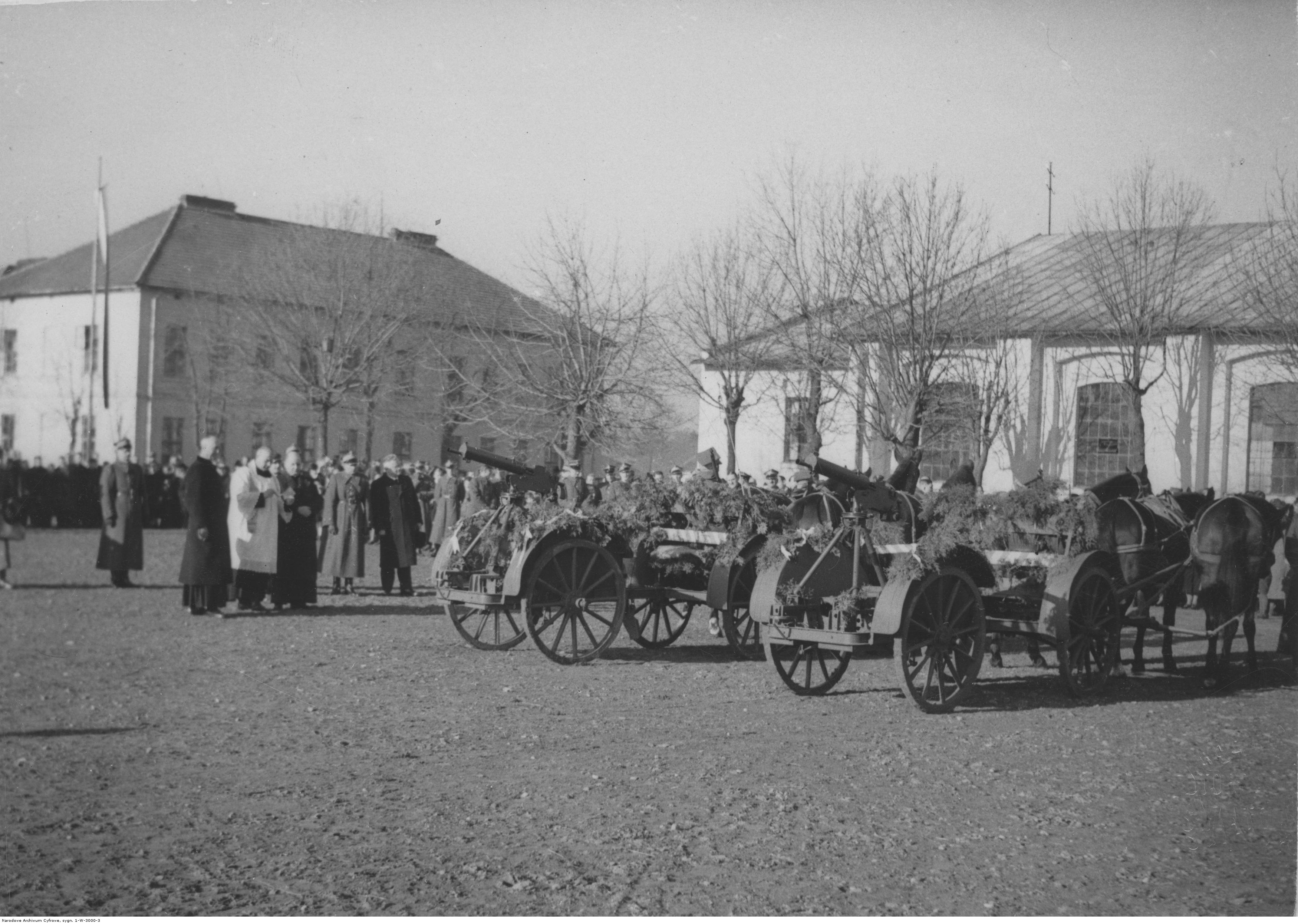
Przekazanie 8 puł. ckm-ów Browning wz. 30 na taczankach przez Zrzeszenie Właścicieli Kinoteatrów województwa krakowskiego; listopad 1938

8 Pułk Ułanów Księcia Józefa Poniatowskiego (8 puł) – oddział kawalerii Wojska Polskiego II RP.

## Tradycje pułku
W grudniu 1784 pod dowództwem ks. Józefa Poniatowskiego utworzono we Lwowie pułk kawalerii. Podczas zaborów był jedną z niewielu formacji wojskowych podporządkowanych zaborcom z polską komendą i tradycjami wojskowymi. Za czasów panowania cesarza Franciszka Józefa I pułk nosił nazwę 1 pułku ułanów austriackich, po przejściu pod dowództwo Niepodległego Państwa Polskiego, w roku 1918, nosił nazwę 1 pułku ułanów Ziemi Krakowskiej, a następnie nadano mu numer 8. i zatwierdzono nazwę na cześć twórcy i pierwszego dowódcy: 8 pułk ułanów Księcia Józefa Poniatowskiego.

## Pułk w walce o granice
| Obsada personalna pułku w 1920 | Obsada personalna pułku w 1920             |
| Stanowisko                     | Stopień, imię i nazwisko                   |
| ------------------------------ | ------------------------------------------ |
| Dowódca pułku                  | mjr Karol Rómmel (ranny 19 VIII)           |
| Dowódca pułku                  | rtm. Kornel Krzeczunowicz (od 19 VIII)     |
| mjr Karol Rómmel (od 14 X)     |                                            |
| Zastępca                       | rtm. Władysław Piniński                    |
| Adiutant                       | ppor. Aleksander Krzeczunowicz             |
| Adiutant                       | wz pchor. Tadeusz Rakowski (11–30 IX)      |
| Lekarz                         | kpt. lek. dr Stanisław Orzeł               |
| Lekarz                         | chor. san, Karol Geier                     |
| Lekarz wet.                    | por. lek. wet. Stefan Karol Tesarz         |
| Lekarz wet.                    | por. lek. wet. Stefan Kolbe                |
| Dowódca taboru                 | por. Wiktor Czarkowski Gołejewski          |
| Dowódca taboru                 | rtm. Karol Marmarosz (od 27 IX)            |
| Oficer dowództwa               | por. Franciszek Łukaszewicz (do 24 VIII)   |
| Oficer dowództwa               | rtm. Wilhelm Mitchell (od 2 IX)            |
| Dowódca 1 szwadronu            | ppor. Bronisław Kulig (do 23 IX)           |
| Dowódca 1 szwadronu            | por. Leon Gołogórski                       |
| Dowódca plutonu                | pchor. Kownacki (od 2 IX)                  |
| Dowódca 2 szwadronu            | por. Bronisław Mokrzycki (do 15 VIII)      |
| Dowódca 2 szwadronu            | ppor. Jan Gierlicz (do 27 VIII)            |
| Dowódca 2 szwadronu            | por./rtm Bronisław Mokrzycki               |
| Dowódca plutonu                | por. Mieczysław Poniński (od 27 IX)        |
| Dowódca plutonu                | ppor. Kajetan Czarkowski-Gołejewski        |
| Dowódca 3 szwadronu            | ppor. Edward Pisula                        |
| Dowódca 3 szwadronu            | por. Leon Sapieha (od 20 VIII)             |
| Dowódca 3 szwadronu            | por. Franciszek Łukasiewicz (od 23 VIII)   |
| Dowódca plutonu                | ppor. Andrzej Osiecimski-Czapski (od 2 IX) |
| Dowódca plutonu                | pchor. Tadeusz Rakowski                    |
| Dowódca plutonu                | pchor. Zygmunt Roguski                     |
| Dowódca 4 szwadronu            | por./rtm. Kornel Krzeczunowicz             |
| Dowódca 4 szwadronu            | por. Stanisław Starczewski (od 19 VIII)    |
| Dowódca plutonu                | por. Leon Sapieha (do 20 VIII)             |
| Dowódca plutonu                | ppor. Paweł Sapieha                        |
| Dowódca plutonu                | pchor. Kazimierz Wolski (od 27 IX)         |
| Dowódca plutonu                | pchor. Tadeusz Rakowski (od 30 IX)         |
| Dowódca szwadronu km           | ppor. Edward Dzieduszycki                  |
| Dowódca szwadronu km           | ppor. Eustachy Włodzimirski                |
| Dowódca szwadronu km           | rtm. Wojciech Biesiadecki (od 25 IX)       |
| Dowódca plutonu                | ppor. Adam Potocki                         |
| Dowódca szwadronu technicznego | por./rtm. Lucjan Bochenek                  |
| Dowódca szwadronu technicznego | por. Józef Sapieha (od 19 VIII)            |
| Dowódca szwadronu technicznego | por. Adam Łubkowski (od 4 X)               |
| Dowódca szwadronu technicznego | rtm. Lucjan Bochenek (od 14 X)             |
| Dowódca plutonu                | ppor. Henryk Gliński                       |
| Dowódca plutonu                | ppor. Józef Sapieha                        |
| Dowódca plutonu                | pchor. Starowieyski                        |
| Oficer pułku                   | por. Rudziński (od 14 X)                   |
| Oficer pułku                   | por. Józef Piotr Trenkwald (od 14 X)       |
| Oficer pułku                   | pchor. Dichman                             |
| Oficer pułku                   | pchor. Roman Stahl                         |
| Oficer pułku                   | pchor. Adam Niedzielski                    |

Pułk zasłużył się szczególnie w wojnie polsko-bolszewickiej, kiedy w pierwszej fazie działań na linii frontu uczestniczył z powodzeniem w ofensywie kijowskiej, a następnie walnie przyczynił się do rozgromienia bolszewickiej Armii Konnej komandarma Siemiona Budionnego w największej bitwie kawaleryjskiej XX wieku pod Komarowem na ziemi zamojskiej.
27 lipca pułki 4 Brygady Jazdy płk. Gustawa Orlicz-Dreszera obsadziły odcinek od Merwy po Stanisławczyk. 1 szwadron 8 pułku ułanów bronił odcinka Merwa-Strzemilcze, 16 pułk ułanów Smarzów-Szczurowice, 2 pułk szwoleżerów Laszków-Hrycowola, zaś główne siły 8 pułku ułanów ppłk. Henryka Brzezowskiego zgrupowały się w rejonie Stanisławczyk-Monastyrek. W odwodzie brygady stał w Zawidczu 1 pułk szwoleżerów. Brygada miała za zadanie zabezpieczyć przeprawy przez Styr, a przede wszystkim obronę przyczółków w Szczurowicach i Monastyrku. 
29 lipca, w pierwszym dniu bitwy pod Beresteczkiem i Brodami, oddziały 11 Dywizji Kawalerii uderzyły na polską 4 Brygadę Jazdy, odrzuciły 8 pułk ułanów spod Stanisławczyka i ruszyły groblą w kierunku miasteczka. Dowódca 4 Brygady Jazdy wprowadził do walki 2 pułk szwoleżerów rtm. Rudolfa Ruppa. Uderzył on na Kozaków w momencie, kiedy ci wjeżdżali na most na Styrze. Pierwszy do szarży ruszył 4 szwadron por. Andrzeja Kunachowicza, zatrzymał nieprzyjaciela i umożliwił pododdziałom 8 pułku ułanów bezkolizyjny odwrót. Potem oba pułki przystąpiły do obrony linii Styru. Z uwagi na brak amunicji, wspierająca je bateria 4 dywizjonu artylerii konnej wkrótce musiała przerwać ogień, a chwilę potem polski samolot przez pomyłkę zbombardował stanowiska koniowodnych 8 pułku ułanów. W związku z faktem, że kawaleria sowiecka sforsowała rzekę w Monastyrku, dowódca 8 pułku ułanów zrządził odwrót swoich pododdziałów przez Laszków i Zawidcze do Mikołajowa. Odwrót osłaniał 2 szwadron 2 pułku szwoleżerów.

### Mapy walk pułku

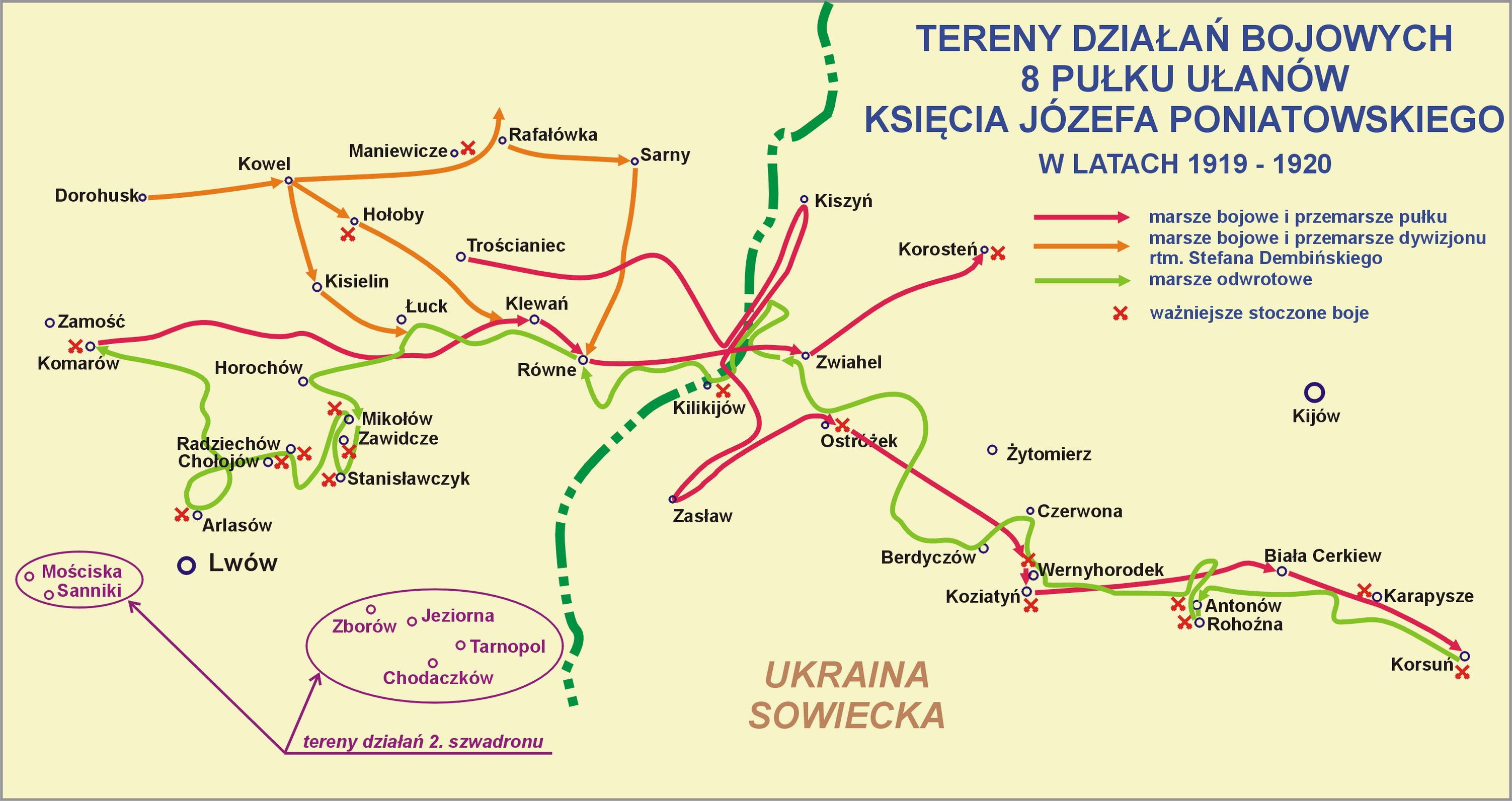
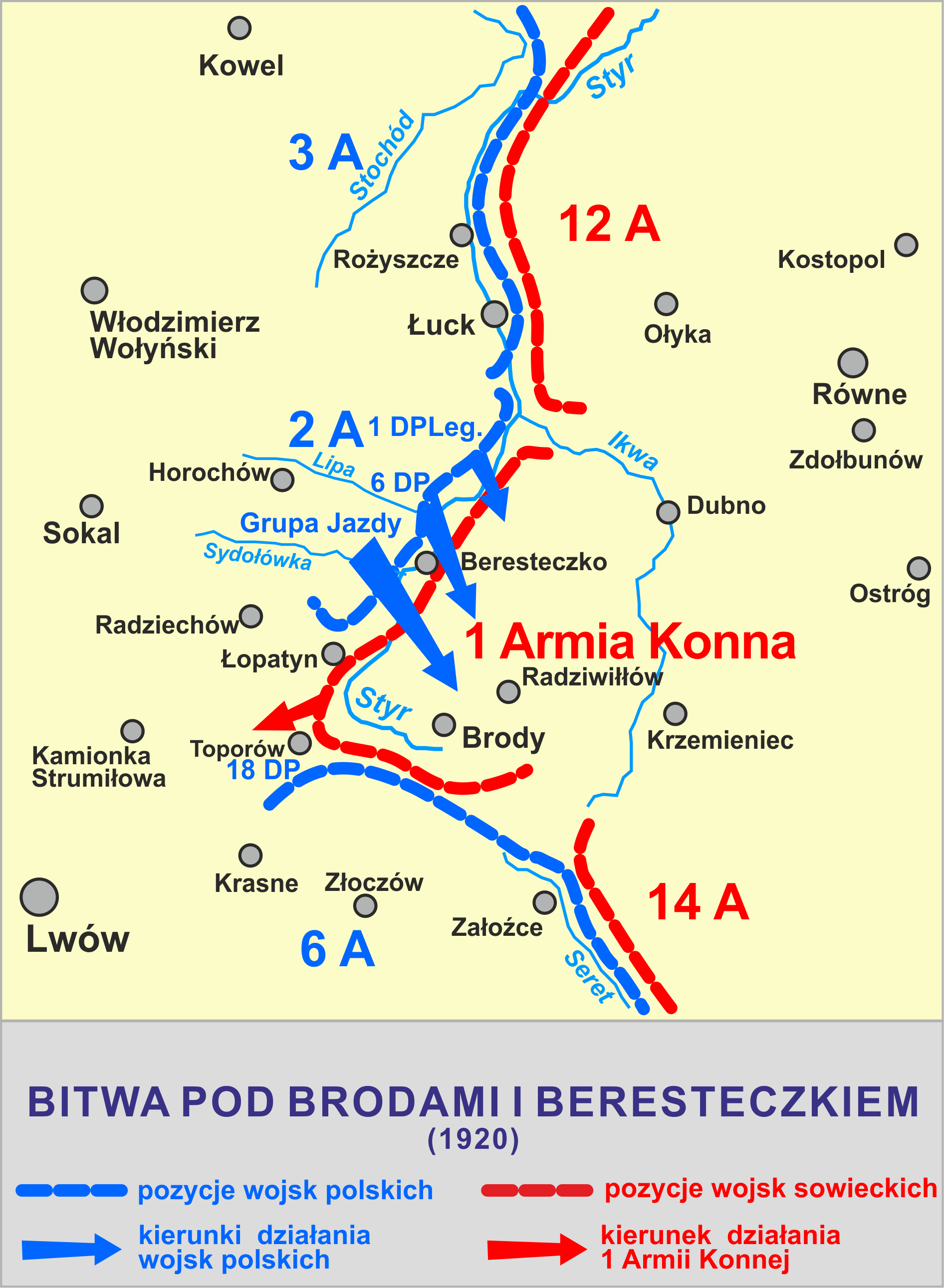

### Kawalerowie Virtuti Militari
| Żołnierze pułku odznaczeni Krzyżem Srebrnym Orderu Wojskowego Virtuti Militari za wojnę 1918–1920 | Żołnierze pułku odznaczeni Krzyżem Srebrnym Orderu Wojskowego Virtuti Militari za wojnę 1918–1920 | Żołnierze pułku odznaczeni Krzyżem Srebrnym Orderu Wojskowego Virtuti Militari za wojnę 1918–1920 |
| ------------------------------------------------------------------------------------------------- | ------------------------------------------------------------------------------------------------- | ------------------------------------------------------------------------------------------------- |
| ułan Andrzej Blak vel Andrzej Sterliński nr 5074                                                  | por. Lucjan Bochenek                                                                              | st. uł. Roman Bogusławski                                                                         |
| ppłk Henryk Brzezowski                                                                            | st. uł. Franciszek Chojecki                                                                       | ppor. Piotr Cielecki-Zaremba                                                                      |
| kpr. Leon Ćwikła                                                                                  | plut. Jan Czarnecki                                                                               | plut. Franciszek Dobosz                                                                           |
| ppor. Edward Dzieduszycki                                                                         | plut. Jakub Flank                                                                                 | wachm. Leon Gaszczyk                                                                              |
| st. wachm. Karol Geier                                                                            | ppor. Jan Gerlicz                                                                                 | ppor. Henryk Gliński                                                                              |
| ś.p. ppor. Andrzej Gużkowski-Janicki nr 4239                                                      | ppor. Alfred Godlewski                                                                            | ppor. Zbigniew Haszlakiewicz-Gotlieb                                                              |
| st. wachm. Antoni Janeczko                                                                        | pchor. Zbigniew Jaroszyński                                                                       | st. wachm. Michał Kędryna                                                                         |
| wachm. Paweł Kijowski                                                                             | st. uł. Antoni Konieczny                                                                          | kpr. Jan Kozioł                                                                                   |
| plut. Marian Krełowski                                                                            | por. Aleksander Krzeczunowicz                                                                     | por. Kornel Krzeczunowicz                                                                         |
| ppor. Kazimierz Lasocki                                                                           | wachm. Jan Łabudzki                                                                               | plut. Karol Łanocha                                                                               |
| por. Franciszek Łukasiewicz                                                                       | por. Adam Łubkowski nr 4225                                                                       | st. uł. Czesław Morawski nr 4398                                                                  |
| kpr. Józef Nachman nr 4202                                                                        | plut. Wojciech Nowak                                                                              | plut. Stanisław Olejarski                                                                         |
| chor. Leopold Orłowski                                                                            | rtm. Józef Pająk                                                                                  | ppor. Edward Pisula                                                                               |
| st. uł. Jan Podsiadło                                                                             | por. Stanisław Pokładnik                                                                          | mjr Karol Rómmel                                                                                  |
| wachm. Antoni Rypień                                                                              | por. Janusz Sękowski                                                                              | rtm. Ludwik Słotwiński                                                                            |
| rtm. Adam Sołowij                                                                                 | ppor. Stanisław Starczewski                                                                       | plut. Franciszek Szczepaniec                                                                      |
| ś.p. pchor. Jan Kazimierz Przerwa-Tetmajer                                                        | por. Roman Traczewski                                                                             | ppor. Stefan Traczewski                                                                           |
| uł. Wacław Wierzbicki                                                                             | uł. Zygmunt Wiśniewski                                                                            | ppor. Eustachy Włodzimirski                                                                       |
| uł. Piotr Woch                                                                                    | wachm. Jan Zając                                                                                  | kpr. Feliks Żebracki                                                                              |
| st. uł. Józef Żak                                                                                 |                                                                                                   |                                                                                                   |

## Pułk w okresie pokoju
Pułk stacjonował w Rakowicach pod Krakowem. W listopadzie 1923 roku brał udział w pacyfikacji tzw. powstania krakowskiego 1923 roku.
W 1925 roku do Kapituły Orderu Virtuti Militari wpłynął wniosek o odznaczenie sztandaru 8 pułku krzyżem VM, za udział w bitwie pod Komarowem. Wniosek ten miał być rozpatrzony w następnych miesiącach, ale po zamachu majowym już do niego najprawdopodobniej nie wrócono.
Zgodnie z rozkazem ministra spraw wojskowych O.V. L 33035 E z 1925 r. przy pułku stacjonował 5 szwadron samochodów pancernych.
10 grudnia 1928 roku korpus oficerski wręczył Zdzisławowi Tarnowskiemu odznakę pamiątkową w uznaniu zasług położonych dla pułku w 1920 roku, kiedy to własnym kosztem wystawił pluton konnych ochotników.
| Pułk w planie mobilizacyjnym „S”          | Pułk w planie mobilizacyjnym „S” | Pułk w planie mobilizacyjnym „S” |
| Nazwa pododdziału                         | Miejsce mobilizacji              | Termin                           |
| ----------------------------------------- | -------------------------------- | -------------------------------- |
| dowódca pułku z drużyną                   | Kraków                           | alarm                            |
| pluton łączności                          | Kraków                           | alarm                            |
| 1÷4 szwadrony                             | Kraków                           | alarm                            |
| szwadron karabinów maszynowych            | Kraków                           | alarm                            |
| szwadron pionierów nr 105                 | Kraków                           | alarm                            |
| szwadron pionierów nr 108                 | Kraków                           | 6                                |
| szwadron kawalerii nr 51                  | Kraków                           | 7                                |
| szwadron kawalerii nr 83                  | Kraków                           | 10                               |
| pluton ckm nr 51                          | Kraków                           | 7                                |
| pluton ckm nr 83                          | Kraków                           | 10                               |
| szwadron samochodów pancernych nr 105     | Kraków                           | alarm                            |
| szwadron samochodów pancernych nr 115     | Kraków                           | 6                                |
| Kwatera Główna nr 105 (I eszelon)         | Kraków                           | alarm                            |
| Kwatera Główna nr 105 (II eszelon)        | Kraków                           | 4                                |
| poczta polowa nr 69                       | Kraków                           | 4                                |
| sąd polowy nr 105                         | Kraków                           | 4                                |
| kolumna taborowa nr 564                   | Kraków                           | 6                                |
| kolumna taborowa nr 562                   | Kraków                           | 8                                |
| kolumna taborowa nr 566                   | Kraków                           | 11                               |
| uzupełnienie do czasu „W”                 | Kraków                           | 5                                |
| uzupełnienie szwadronu pionierów nr 105   | Kraków                           | 5                                |
| komisja remontowa                         | Kraków                           | alarm                            |
| szwadron marszowy 1/8 puł                 | Kraków                           | 18                               |
| pluton marszowy 1/105 szwadronu pionierów | Kraków                           | 18                               |
| pluton marszowy nr 1/51                   | Kraków                           | 30                               |
| pluton marszowy nr 1/83                   | Kraków                           | 30                               |
| szwadron zapasowy                         | Kraków                           | alarm-15                         |

| Obsada personalna i struktura organizacyjna w marcu 1939: | Obsada personalna i struktura organizacyjna w marcu 1939: |
| Stanowisko                                                | Stopień, imię i nazwisko                                  |
| --------------------------------------------------------- | --------------------------------------------------------- |
| dowódca pułku                                             | płk Kazimierz I Mastalerz                                 |
| I zastępca dowódcy                                        | mjr Stanisław Bukraba                                     |
| adiutant                                                  | rtm. Kazimierz Skowroński                                 |
| naczelny lekarz medycyny                                  | mjr dr Jerzy Marceli Paweł Kluczyński                     |
| starszy lekarz weterynarii                                | ppłk Zygmunt Zawierucha                                   |
| młodszy lekarz weterynarii                                | por. Maksymilian Stanisław Kaczorowski                    |
| II zastępca dowódcy (kwatermistrz)                        | mjr Czesław Soroczyński                                   |
| oficer mobilizacyjny                                      | rtm. Alfred Zenon Mieczysław Strzygowski                  |
| zastępca oficera mobilizacyjnego                          | vacat                                                     |
| oficer administracyjno-materiałowy                        | rtm. Eryk Matuszek                                        |
| dowódca szwadronu gospodarczego                           | rtm. Kazimierz Skowroński                                 |
| oficer gospodarczy                                        | kpt. int. Marian Stefan Siekierski                        |
| oficer żywnościowy                                        | chor. Paweł Kijowski                                      |
| dowódca plutonu łączności                                 | por. Gustaw Franciszek Szewczyk                           |
| dowódca plutonu kolarzy                                   | ppor. Zdzisław Tadeusz Januszewski                        |
| dowódca plutonu ppanc.                                    | ppor. Jan Kanty Maria Wojciech Skrochowski                |
| dowódca 1 szwadronu                                       | rtm. Eugeniusz Ungeheuer                                  |
| dowódca plutonu                                           | ppor. Ignacy Władysław Jura                               |
| dowódca plutonu                                           | ppor. Antoni Marian Piątkowski                            |
| dowódca 2 szwadronu                                       | rtm. Edward Tymoteusz Szawłowski                          |
| dowódca plutonu                                           | por. Konrad Jerzy Husenöder                               |
| dowódca plutonu                                           | ppor. Zdzisław Tadeusz Januszewski                        |
| dowódca plutonu                                           | ppor. Otto Józef Śmiałek                                  |
| dowódca 3 szwadronu                                       | p.o. por. Brunon Zdzitowiecki                             |
| dowódca plutonu                                           | ppor. Stanisław Kostka Andrzej Hilary Sławoszewski        |
| dowódca 4 szwadronu                                       | rtm. Mieczysław Puzdrakiewicz                             |
| dowódca plutonu                                           | por. Michał Maria Grek †6 VIII 1939                       |
| dowódca plutonu                                           | por. Zygmunt Piotr Nowicki                                |
| dowódca szwadronu km                                      | rtm. Jerzy I Bujalski                                     |
| dowódca plutonu                                           | por. Zygmunt Zajączkowski                                 |
| dowódca plutonu                                           | ppor. Zdzisław Romuald Jan Nepomucen Wielowieyski         |
| dowódca szwadronu zapasowego                              | mjr Konstanty Kułagowski                                  |
| zastępca dowódcy                                          | vacat                                                     |
| odkomenderowany                                           | rtm. Antoni Starnawski                                    |
| na kursie                                                 | rtm. Józef Dokowski                                       |
| na kursie                                                 | rtm. Andrzej Marian Kazimierz Szwarcenberg-Czerny         |

## W kampanii wrześniowej 1939

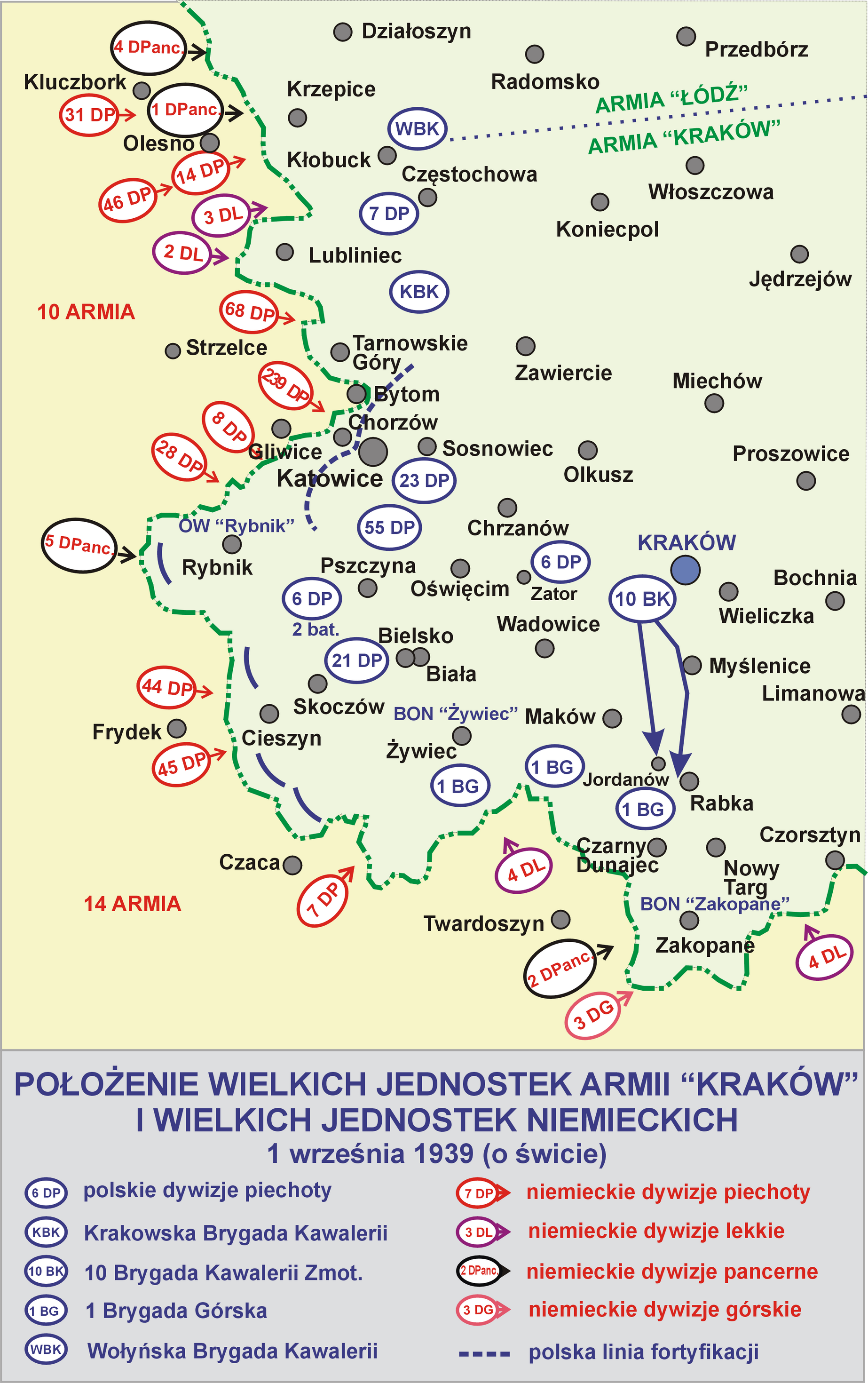
Pułk walczył w składzie Krakowskiej Brygady Kawalerii

W 1939 roku, 8 pułk wchodził w skład Krakowskiej Brygady Kawalerii pod dowództwem gen. bryg. Zygmunta Piaseckiego, ta zaś należała do Armii „Kraków”. Pułkiem dowodził ppłk dypl. Włodzimierz Dunin-Żuchowski.
3 września pułk oddzielony został od reszty brygady przez pododdziały XV Korpusu i tocząc ciężkie walki odwrotowe został częściowo rozbity pod Szczekocinami. 4 września pułk znalazł się w Jędrzejowie, a 6 września w rejonie miejscowości Brody koło Starachowic, by wieczorem wyruszyć w kierunku Wisły. Następnie przyłączył się do Armii „Lublin”. Pomimo kilku odniesionych zwycięstw pułk poniósł bardzo dotkliwe straty i ostatecznie został rozbity podczas prób przedostania się do Rumunii. Tylko I szwadronowi udało się dotrzeć na Węgry.
| Struktura organizacyjna i obsada personalna we wrześniu 1939 | Struktura organizacyjna i obsada personalna we wrześniu 1939 | Struktura organizacyjna i obsada personalna we wrześniu 1939 |
| Stanowisko etatowe                                           | Stopień, imię i nazwisko                                     | Uwagi                                                        |
| ------------------------------------------------------------ | ------------------------------------------------------------ | ------------------------------------------------------------ |
| dowódca pułku                                                | ppłk dypl. kaw. Włodzimierz Dunin–Żuchowski                  | †1940 Charków                                                |
| zastępca dowódcy                                             | mjr kaw. Stanisław Bukraba                                   |                                                              |
| kwatermistrz                                                 | mjr kaw. Czesław Soroczyński                                 | niemiecka niewola                                            |
| adiutant                                                     | rtm. Kazimierz Skowroński–Prus                               | †1940 Charków                                                |
| oficer broni                                                 | ppor. kaw. Ignacy Władysław Jura                             | †1940 Charków                                                |
| oficer ordynansowy                                           | por. kaw. rez. Stefan Zaremba-Skrzyński                      | †10 IX 1997                                                  |
| oficer żywnościowy                                           | chor. Paweł Kijowski                                         |                                                              |
| płatnik                                                      | kpt. int. Marian Stefan Siekierski                           | internowanie na Węgrzech, †6 XII 1968                        |
| dowódca 1 szwadronu                                          | por. Zygmunt Zajączkowski                                    |                                                              |
| dowódca I plutonu                                            | ppor. kaw. Antoni Marian Piątkowski                          | †1940 Charków                                                |
| dowódca II plutonu                                           | por. kaw. rez. Zenon Adam Dembiński                          |                                                              |
| dowódca III plutonu                                          | por. rez. kaw. dr Tadeusz Deodat Janotka                     |                                                              |
| dowódca 2 szwadronu                                          | rtm. Edward Szawłowski                                       | † 21 IX Małoniż                                              |
| dowódca 3 szwadronu                                          | rtm. Józef Dokowski                                          |                                                              |
| dowódca 4 szwadronu                                          | rtm. Eryk Matuszek                                           | 1 Oddz. Rozp., niemiecka niewola                             |
| dowódca szwadronu ckm                                        | rtm. Jerzy Sylwin Bujalski                                   | †1940 Charków                                                |
| dowódca I plutonu                                            | ppor. kaw. Zdzisław Romuald Jan Nepomucen Wielowieyski       | †1940 Charków                                                |
| dowódca II plutonu                                           | ppor. rez. Bolesław Buszczyński                              | †1940 Charków                                                |
| dowódca plutonu łączności                                    | por. kaw. Gustaw Franciszek Szewczyk                         | †1940 Charków                                                |
| dowódca plutonu przeciwpancernego                            | ppor. kaw. Jan Kanty Skrochowski                             | PSZ / AK, †21 VIII 1944                                      |
| dowódca szwadronu gospodarczego                              | rtm. Eugeniusz Ungeheuer                                     | KL Ebensee i Groß-Rosen, †1 III 1966                         |

## Pułk w Polskich Siłach Zbrojnych i w Armii Krajowej
W 1940 pułk odtworzony został jako 1 oddział rozpoznawczy im. Księcia Józefa Poniatowskiego. W kampanii francuskiej walczył w składzie 1 Dywizji Grenadierów.
W czasie wojny tradycje pułku były utrzymywane przez oddziały partyzanckie Armii Krajowej oraz oddziały Polskich Sił Zbrojnych.

## Symbole pułkowe

### Sztandar
Sztandar ofiarowały matki, żony i siostry oficerów pułku. Poświęcił go w katedrze lwowskiej w kwietniu 1920 r. ks. prałat Bedeni i wręczył przejeżdżającemu przez miasto na front 2 szwadronowi por. Adama Sokołowija. Sztandar przywieziono na front na Ukrainę. Znak był nieprzepisowy, a orzeł na drzewcu osadzony na kuli. W 1935 r. orła zastąpiono przepisowym, z rozpostartymi skrzydłami.

### Odznaka pamiątkowa
21 kwietnia 1920 roku Minister Spraw Wojskowych rozporządzeniem L. 872/20 B.P. 1 zatwierdził odznakę pamiątkową 8 pułku ułanów ks. Józefa Poniatowskiego. Odznaka o wymiarach 50x50 mm ma kształt krzyża z ramionami emaliowanymi na ciemnoniebiesko. Na poziomych ramionach krzyża wpisano daty „1791” i „1918”, na dolnym numer i inicjał „8 U”. Na środku krzyża okrągła tarcza barwy czerwonej na której wpisano inicjały patrona „JP”, a w otoku wieńca laurowego zwieńczonego u góry złoconą mitrą książęcą PIERWSZY PUŁK. Między ramionami krzyża cztery herby ziemi: krakowskiej, zatorskiej, oświęcimskiej i cieszyńskiej. Odznaka oficerska, dwuczęściowa, wykonana w tombaku srebrzonym, łączona dwoma nitami. Autorem projektu odznaki był Józef Brunicki, a wykonawcą Franciszek Malina z Krakowa.

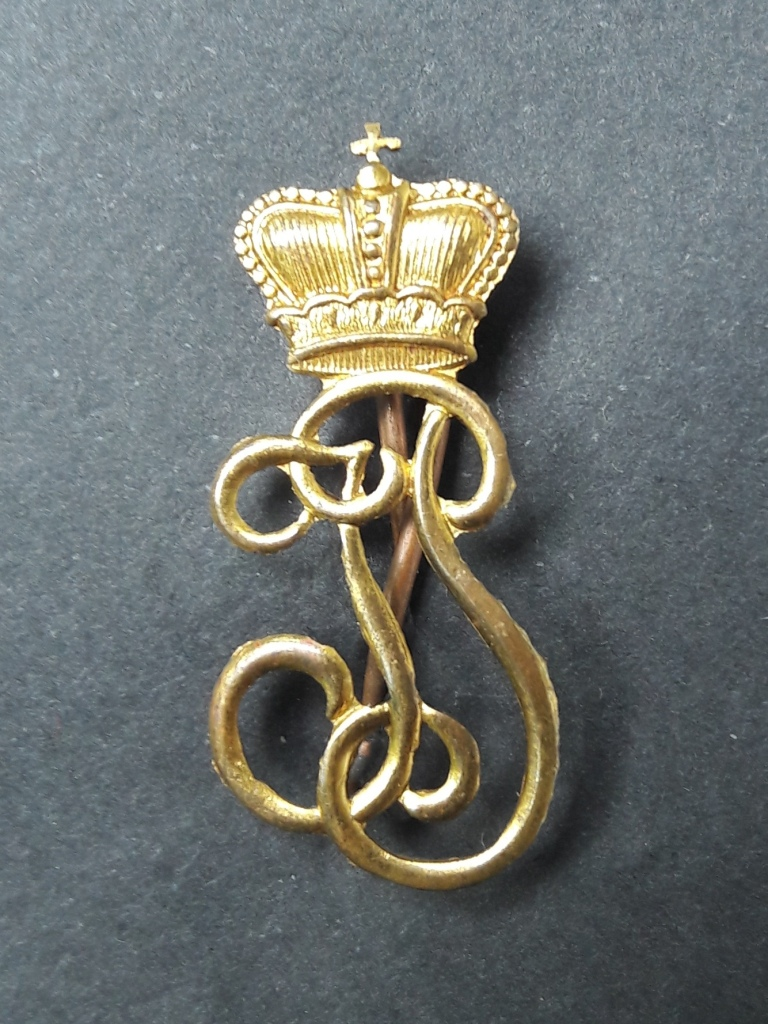
Monogram JP pod koroną

Na naramiennikach poniżej oznaczenia stopni wojskowych widniał monogram JP pod książęcą mitrą, na pamiątkę pierwszego dowódcy i patrona pułku.

### Barwy
| Proporczyk | Opis                                                                                               |
| ---------- | -------------------------------------------------------------------------------------------------- |
|            | Proporczyk (żółtopomarańczowy) złotożółty (żółte ciemne) (stare złoto, po austriacku greises gold) |
|            | proporczyk dowództwa w 1939                                                                        |
|            | proporczyk 1 szwadronu w 1939                                                                      |
|            | proporczyk 2 szwadronu w 1939                                                                      |
|            | proporczyk 3 szwadronu w 1939                                                                      |
|            | proporczyk 4 szwadronu w 1939                                                                      |
|            | proporczyk szwadronu ckm w 1939                                                                    |
|            | proporczyk plutonu łączności w 1939                                                                |
| Inne       | Opis                                                                                               |
|            | Na czapce rogatywce – otok ciemnożółty                                                             |
|            | Szasery ciemnogranatowe, lampasy ciemnożółte, wypustka ciemnożółta                                 |
|            | „Łapka” (do 1921) – karmazynowa                                                                    |

### Żurawiejki

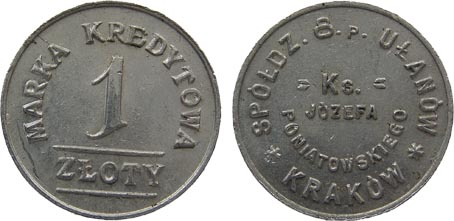
Moneta obiegowa – marka kredytowa (1 złoty) 8 Pułku Ułanów Ks. Józefa Poniatowskiego

| Krzywa buzia, krzywa nózia, to ułani księcia Józia.                        | Ce-Ka grafy i barony, Ósmy zdobi nam salony. |
| Po każdej zwrotce: Lance do boju, szable w dłoń, bolszewika goń, goń, goń! |                                              |

Marsz 8 pułku ułanów
Pod miasteczkiem Komarowem batalija wielka,
Ruskich było na tysiące a ułanów trzysta
Ruskich było na tysiące a ułanów trzysta
Hej wy lekkie szwoleżery nie róbcie nam wstydu
Zaczekajcie pół godziny aż ułani przyjdą,
Zaczekajcie pół godziny aż ułani przyjdą
Bo ułani dobrze biją, dobrze atakują
A jak pójdą na bij-zabij ruskie zrejterują
A jak pójdą na bij-zabij ruskie zrejterują
Tam na wzgórzu na dereszu Krzeczunowicz leci
Wymachuje, rozkazuje "Trzymajcie się dzieci!"
Wymachuje, rozkazuje "Trzymajcie się dzieci!"
A ułani dobrze biją, dobrze atakują
Jak ruszyli na bij-zabij ruskie zrejterują
Jak ruszyli na bij-zabij ruskie zrejterują
A z krwawego pola bitwy krwawo słońce schodzi
I Budionny z Kozakami hen za Dniepr uchodzi
I Budionny z Kozakami hen za Dniepr uchodzi!

## Ułani księcia Józefa

### Dowódcy i zastępcy dowódcy pułku
| Stopień, imię i nazwisko                    | Okres pełnienia służby  | Kolejne stanowisko                       |
| Dowódcy pułku                               | Dowódcy pułku           | Dowódcy pułku                            |
| ------------------------------------------- | ----------------------- | ---------------------------------------- |
| płk Roman Kawecki                           | XI 1918 – 14 I 1919     |                                          |
| płk Adam Kiciński                           | 14 I 1919 – 1920        |                                          |
| ppłk Henryk Brzezowski                      | II – VIII 1920          | dowódca VII BJ                           |
| mjr Karol Rómmel                            | 1920                    |                                          |
| rtm. Kornel Krzeczunowicz                   | 1920-1921               |                                          |
| mjr Stanisław Riess de Riesenhorst          | 1921                    |                                          |
| ppłk Adam Rozwadowski-Jordan                | 1921                    |                                          |
| ppłk Stanisław Riess de Riesenhorst         | 1921-1922               |                                          |
| ppłk Władysław Bzowski                      | 1922-1923               |                                          |
| ppłk Stanisław Riess de Riesenhorst         | do III 1923             | dowódca 23 puł.                          |
| ppłk Aleksander Zelio                       | III – VI 1923           | dowódca 23 puł.                          |
| ppłk kaw. Władysław Bzowski                 | VI 1923 – 1928          |                                          |
| płk kaw. Stefan Jacek Dembiński             | 28 I 1928 - 31 III 1930 | dowódca XII BK                           |
| płk kaw. Kazimierz Mastalerz                | 1930 - VII 1939         | dowódca 18 puł                           |
| ppłk dypl. kaw. Włodzimierz Dunin-Żuchowski | VIII - IX 1939          |                                          |
| Zastępcy dowódcy pułku                      |                         |                                          |
| ppłk SG Jan Władysław Rozwadowski           | 1922-1923               | słuchacz WSWoj. w Paryżu                 |
| ppłk kaw. Michał Cieński                    | 1 III – IV 1924         | zastępca dowódcy 22 puł                  |
| ppłk kaw. Jan Kanty Olszewski               | IV 1924 – 10 VI 1925    | zastępca dowódcy 5 psk                   |
| ppłk kaw. Antoni Szuszkiewicz               | 28 X 1925 - 5 V 1927    | p.o. dowódcy 14 puł                      |
| ppłk SG Tadeusz Śmigielski                  | V 1927 - III 1929       | p.o. komendanta PKU Kraków Powiat        |
| mjr kaw. Franciszek Karassek                | 6 VII 1929 - 28 I 1931  | rejonowy inspektor koni w Kielcach       |
| ppłk kaw. Władysław Mączewski               | 26 III 1931 - 1935      | Inspektor Północnej Grupy Szwadronów KOP |

### Korpus oficerski
Wysoka profesjonalizacja i jeszcze wyższe pochodzenie to cechy charakterystyczne kadry oficerskiej 8 pułku ułanów. O wysokich kwalifikacjach ułanów ks. Poniatowskiego świadczył fakt, iż w 1924 r. 5 oficerów przydzielonych było do Centralnej Szkoły Kawalerii, 4 do Ministerstwa Spraw Wojskowych, 1 do Inspektoratu Armii IV, 1 do Oficerskiej Szkoły dla Podchorążych, 1 do Wyższej Szkoły Wojennej, 1 do Sztabu Generalnego WP, ponadto mjr Witold Morawski pełnił służbę jako attaché wojskowy w Rumunii, a Jan Władysław Rozwadowski (później wybitny teoretyk wojskowości) odkomenderowany był na studia do Wyższej Szkoły Wojennej w Paryżu. O arystokratycznym pochodzeniu pułku mogły świadczyć natomiast nazwiska oficerów rezerwy, wśród których nie brakowało: Potockich, Sapiehów, Pinińskich, czy też Dzieduszyckich. W czasie wojny polsko-bolszewickiej w pułku służył Amerykanin – rtm. William S. Mitchell.

### Żołnierze 8 pułku ułanów - ofiary zbrodni katyńskiej
Biogramy ofiar zbrodni katyńskiej znajdują się między innymi w bazach udostępnionych przez Ministerstwo Kultury i Dziedzictwa Narodowego oraz Muzeum Katyńskie.
| Nazwisko i imię             | stopień                  | zawód             | miejsce pracy przed mobilizacją    | zamordowany |
| --------------------------- | ------------------------ | ----------------- | ---------------------------------- | ----------- |
| Bohdanowicz Jan Kanty       | porucznik rezerwy        |                   |                                    | Charków     |
| Bujalski Jerzy Sylwin       | rotmistrz                | żołnierz zawodowy | dowódca szwadronu ckm              | Charków     |
| Buszczyński Bolesław        | porucznik rezerwy        |                   | dowódca plutonu                    | Charków     |
| Czekaj Władysław            | podporucznik rezerwy     | prawnik           | Najwyższa Izba Kontroli w Krakowie | Katyń       |
| Dulas Antoni                | podporucznik rezerwy     | nauczyciel        | kier. szkoły w Nakwasinie          | Katyń       |
| Dunin-Żuchowski Włodzimierz | podpułkownik dyplomowany | żołnierz zawodowy | dowódca pułku                      | Charków     |
| Jura Ignacy Władysław       | podporucznik             | żołnierz zawodowy | oficer broni                       | Charków     |
| Koziełł-Poklewski Wincenty  | rotmistrz w st. sp.      |                   | majątek Ludwinowo                  | Katyń       |
| Lulko Edward Jan            | podporucznik rezerwy     | nauczyciel        |                                    | Charków     |
| Piątkowski Antoni           | podporucznik             | żołnierz zawodowy | dowódca plutonu                    | Charków     |
| Podgórski Franciszek        | porucznik rezerwy        |                   | dyrektor firmy we Lwowie           | ULK         |
| Skowroński-Prus Kazimierz   | rotmistrz                | żołnierz zawodowy | adiutant pułku                     | Charków     |
| Szafrański Mieczysław       | podporucznik rezerwy     | nauczyciel, mgr   | szkoła w Warszawie                 | Charków     |
| Szewczyk Gustaw             | porucznik                | żołnierz zawodowy | dowódca plutonu łączności          | Charków     |
| Wielowieyski Zdzisław       | podporucznik             | żołnierz zawodowy | dowódca plutonu                    | Charków     |

## Tradycje pułku
W czasach współczesnych Stowarzyszenie Szwadron Niepołomice w barwach 8 Pułku Ułanów Księcia Józefa Poniatowskiego kultywuje tradycje 8 pułku. Jego członkowie przywdziewają mundury i używają wyposażenia zgodnego z tymi jakie obowiązywały ułanów pułku w 1939 roku. Stowarzyszenie bierze udział między innymi w Paradach przy okazji świąt narodowych np. 3 maja lub 11 listopada.
Do tradycji pułku nawiązał Andrzej Wajda. Bohaterowie filmu "Katyń": rtm. Andrzej (Artur Żmijewski) i por. Jerzy (Andrzej Chyra) służą w 8 Pułku Ułanów Księcia Józefa Poniatowskiego.